# Ольхи (Юхновский район)
Ольхи — деревня в Юхновском районе Калужской области России. Входит в состав сельского поселения «Деревня Плоское».

## География
Расположена в 18 км от Юхнова. Через деревню проходит автодорога Р132. В деревне имеется пруд.

## Население
| 2002 | 2010 |
| ---- | ---- |
| 34   | ↘25  |

## История
Входила в состав Юхновского уезда.
В ольхах располагалось имение князей Оболенских. В конце XVIII — первой трети XIX века владельцем усадьбы был генерал-майор князь В. П. Оболенский, после него — его сын правовед А. В. Оболенский, затем до 1886 года его брат князь Г. В. Оболенский (бывший с 1882 года губернским предводителем дворянства Смоленской губернии). После Оболенских хозяином усадьбы стал врач Е. П. Скоробогач, до 1917 года она принадлежала его наследникам.
В конце XVIII века в Ольхах была построена церковь Николая Чудотворца в стиле классицизм. На начало XXI века здание храма заброшено и не используется. Возле церкви сохранились надгробия князей А.В и Г. В. Оболенских.